# Pyrrhura
Pyrrhura és un gènere d'ocells de la família dels psitàcids.

## Llista d'espècies
Aquest gènere està format per 24 espècies, si bé altres classificacions inclouen fins 31 espècies:
- cotorra pitblava (Pyrrhura cruentata).
- cotorra de Deville (Pyrrhura devillei).
- cotorra de Vieillot (Pyrrhura frontalis).
- cotorra perlada (Pyrrhura lepida).
- cotorra ventrevermella (Pyrrhura perlata).
- cotorra de Molina (Pyrrhura molinae).
- cotorra de Sierra Geral (Pyrrhura pfrimeri).
- cotorra de Ceará (Pyrrhura griseipectus).
- cotorra d'orelles blanques (Pyrrhura leucotis).
- cotorra pintada (Pyrrhura picta).
- cotorra de Veneçuela (Pyrrhura emma).
- cotorra de Santarém (Pyrrhura amazonum).
- cotorra de Bonaparte (Pyrrhura lucianii).
- cotorra de front rosa (Pyrrhura roseifrons).
- cotorra de Santa Marta (Pyrrhura viridicata).
- cotorra ales de foc (Pyrrhura egregia).
- cotorra de cua grana (Pyrrhura melanura).
- cotorra d'El Oro (Pyrrhura orcesi).
- cotorra collblanca (Pyrrhura albipectus).
- cotorra de capell negre (Pyrrhura rupicola).
- cotorra pitbruna (Pyrrhura calliptera).
- cotorra d'orelles vermelles (Pyrrhura hoematotis).
- cotorra frontvermella (Pyrrhura rhodocephala).
- cotorra alagroga (Pyrrhura hoffmanni).